# جوریتو خان یسودر
جوریتو خان یسودر (مغولی: Зоригт хаан؛ 1358 – ۱۳۹۱ (۳۲−۳۳ سال)) یک خاقان از سلسله یوآن شمالی بود که از سال ۱۳۸۸ تا ۱۳۹۱ سلطنت کرد.